# アルフヘイム・スタディオン
アルフヘイム・スタディオン（ノルウェー語: Alfheim Stadion）は、ノルウェー・トロムソにあるサッカー専用スタジアム。1987年の開場以来トロムソILがホームスタジアムとして使用している。

## 概要
トロムソ島の南部に位置し、トロムソ市街地からは徒歩10分という場所にある。スタジアムの西と東側には屋根付きのスタンドが建設されているが、南側は屋根なしの仮設スタンド、北側に至っては立ち見用の簡素なスペースが設けられているに過ぎない。また、東スタンドにはクラブの事務所や選手用のジムといった機能が併設されている。
2023年3月29日、スタジアムの命名権を地元の電力会社であるトロムス・クラフト社が買収し、ロムッサ・アレーナ（Romssa Arena）と命名された。

## ギャラリー

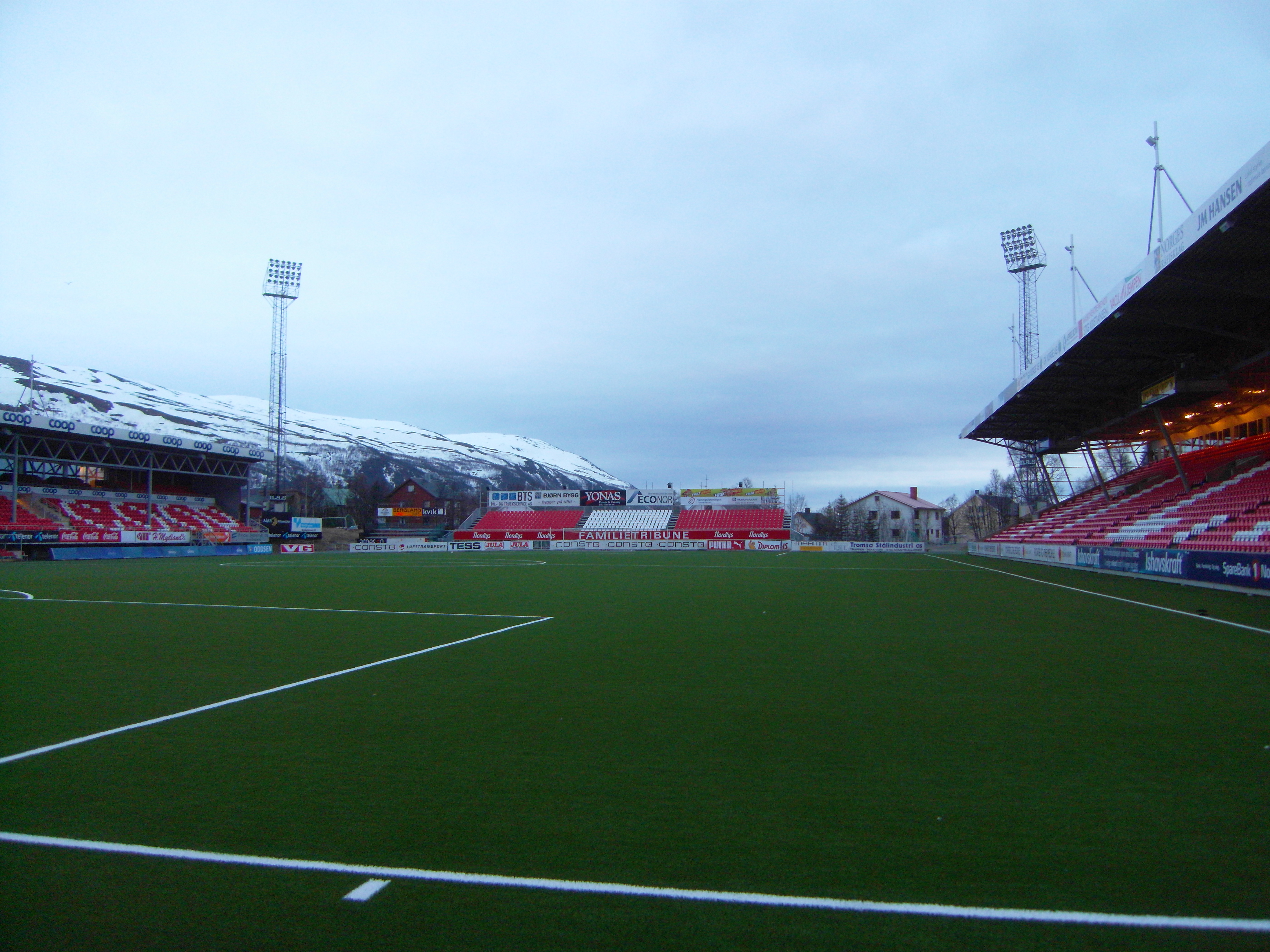
2011年の内観
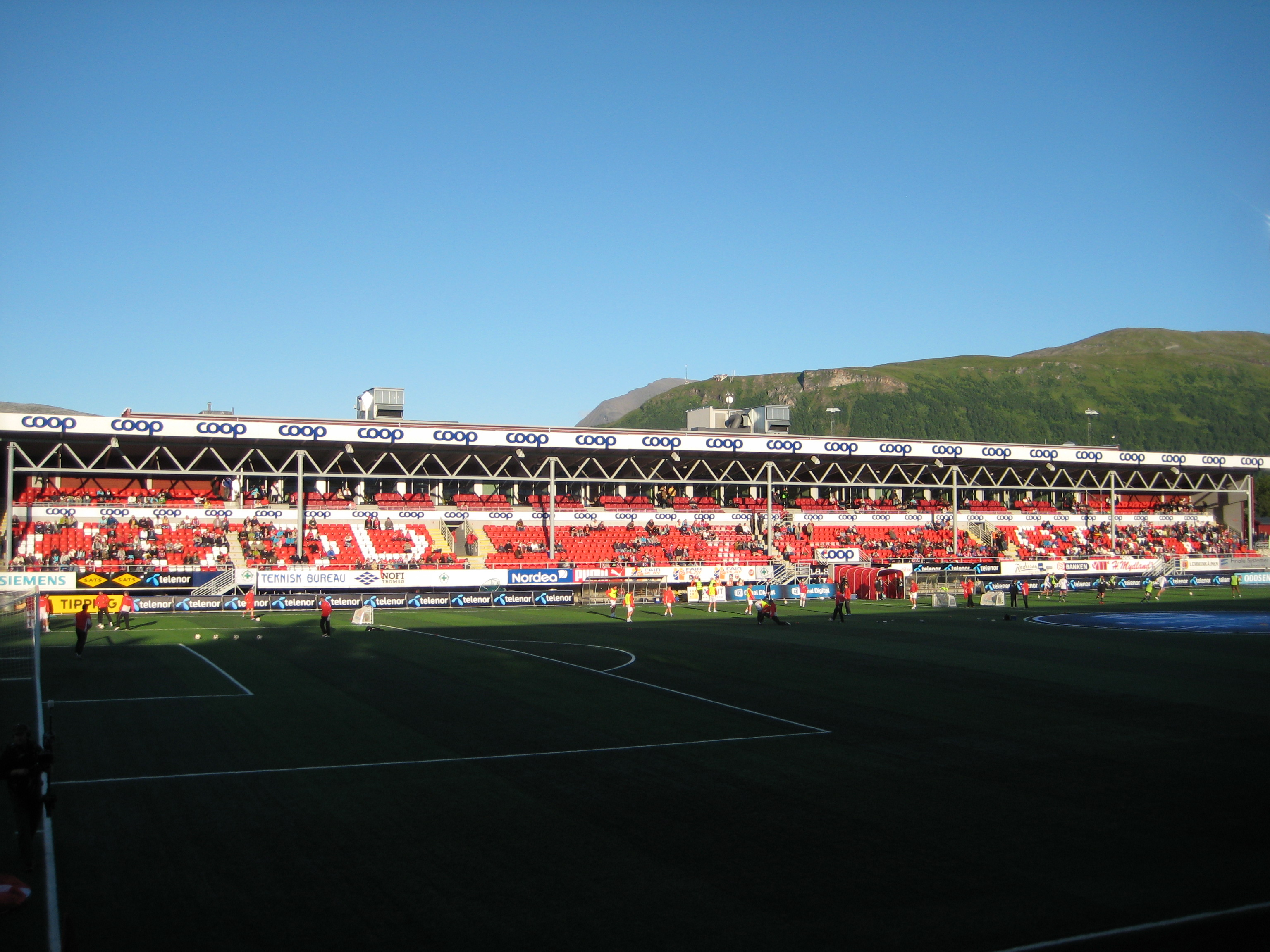
東スタンド
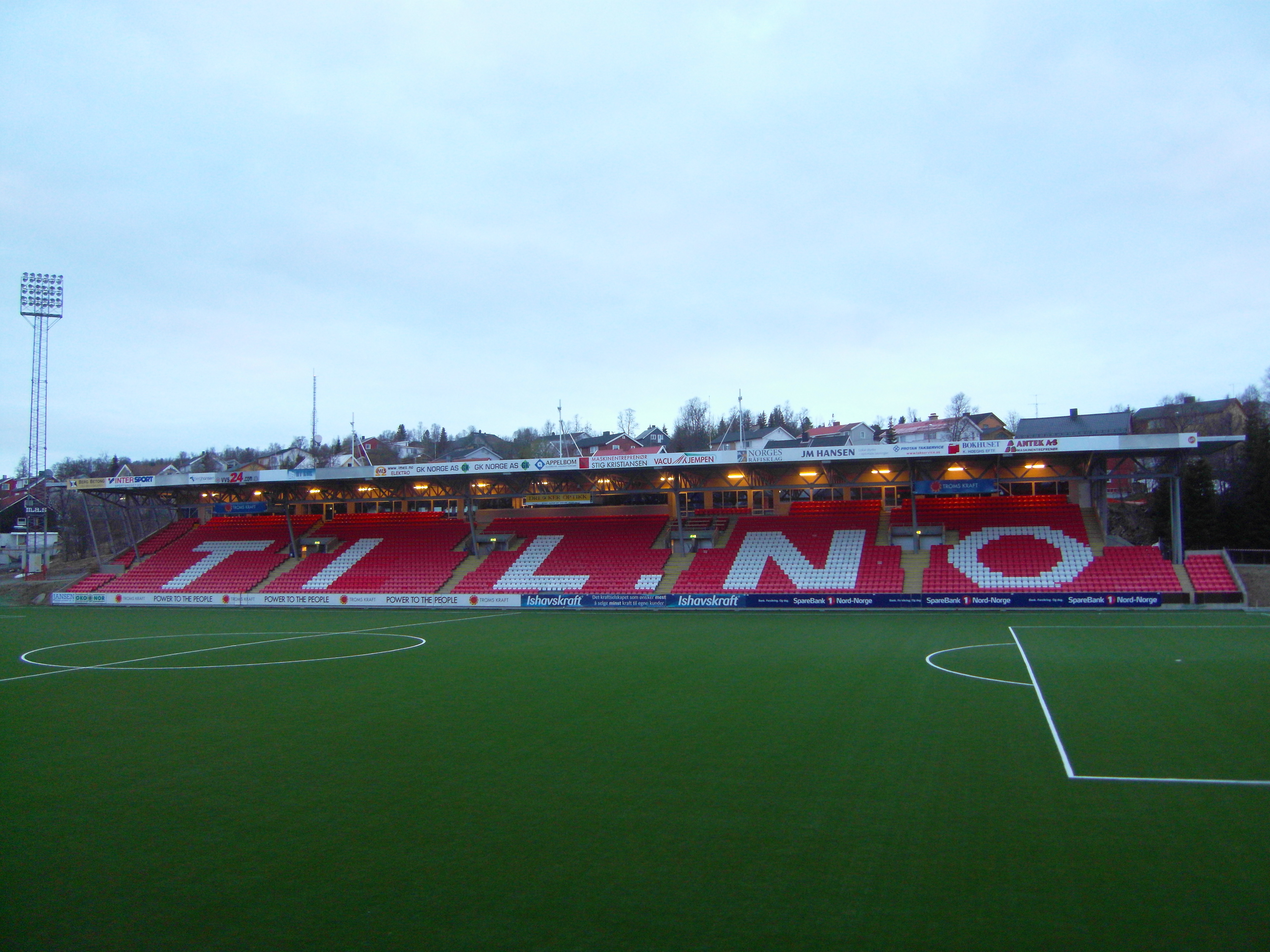
西スタンド
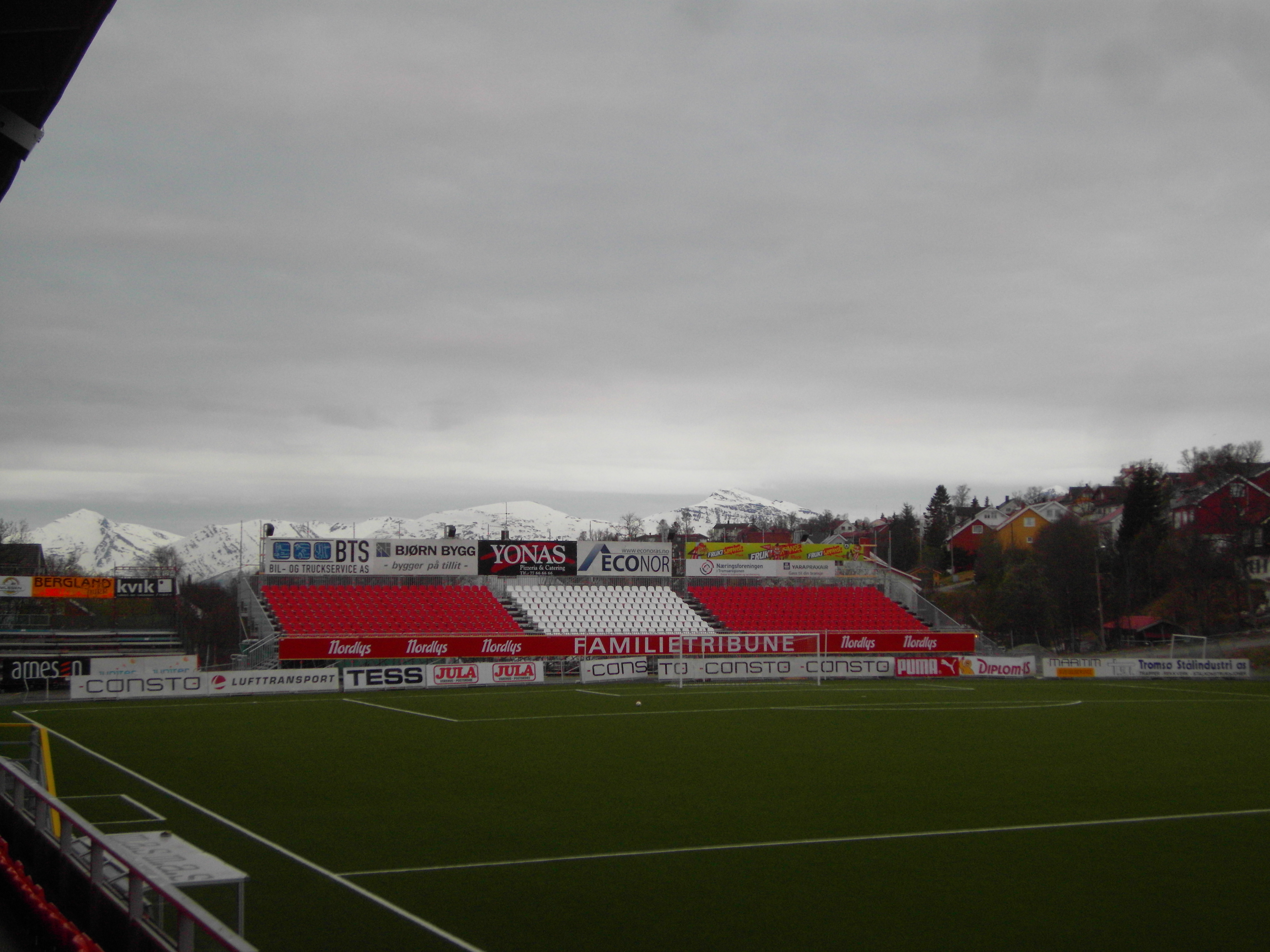
南スタンド